# One in a Million (album Aaliyah)
One in a Million – drugi studyjny album amerykańskiej gwiazdy R’n’B Aaliyah wydany 27 sierpnia 1996 roku nakładem wytwórni Blackground Records. Płyta sprzedała się w Stanach Zjednoczonych w liczbie ponad 3 mln egzemplarzy. Wydanie tego krążka było także ważnym punktem zwrotnym w karierze Missy Elliott i Timbalanda, którzy to dostarczyli większość bitów pod utwory, napisali do nich część tekstów, a w 3 piosenkach udzielili się wokalnie.
Łączna sprzedaż One in a Million na całym świecie wynosi obecnie ponad 11 mln kopii co jest naprawdę imponującą liczbą.
Krążek był promowany przez 5 singli: „One in a Million”, „Hot Like Fire” (Timbaland's Groove Mix), „The One I Gave My Heart To”, „If Your Girl Only Knew”, i „4 Page Letter”.

## Lista utworów
| #   | Tytuł                                                        | Producent                  | Długość |
| --- | ------------------------------------------------------------ | -------------------------- | ------- |
| 1.  | „Beats 4 da Streets (Intro)” (featuring Missy Elliott)       | Timbaland                  | 2:10    |
| 2.  | „Hot like Fire” (featuring Missy Elliott & Timbaland)        | Timbaland                  | 4:23    |
| 3.  | „One in a Million”                                           | Timbaland                  | 4:30    |
| 4.  | „A Girl Like You” (featuring Treach)                         | Kay-Gee                    | 4:23    |
| 5.  | „If Your Girl Only Knew”                                     | Timbaland                  | 4:50    |
| 6.  | „Choosey Lover (Old School / New School)”                    | Vincent „V.H.” Herbert     | 7:07    |
| 7.  | „Got to Give It Up” (featuring Slick Rick)                   | Vincent „V.H.” Herbert     | 4:41    |
| 8.  | „4 Page Letter”                                              | Timbaland                  | 4:52    |
| 9.  | „Everything's Gonna Be Alright"                              | Rodney „Darkchild” Jerkins | 4:50    |
| 10. | „Giving You More”                                            | J. Dibbs                   | 4:26    |
| 11. | „I Gotcha' Back”                                             | Jermaine Dupri             | 2:54    |
| 12. | „Never Givin' Up” (featuring Tavarius Polk)                  | Vincent „V.H.” Herbert     | 5:11    |
| 13. | „Heartbroken”                                                | Timbaland                  | 4:17    |
| 14. | „Never Comin' Back”                                          | Timbaland                  | 4:06    |
| 15. | „Ladies In Da House” (featuring Missy Elliott and Timbaland) | Timbaland                  | 4:20    |
| 16. | „The One I Gave My Heart To”                                 | Darryl Simmons             | 4:30    |
| 17. | „Came To Give Love (Outro)” (featuring Timbaland)            | Timbaland                  | 1:40    |